# ファブリシオ・ブルーノ・ソアレス・ジ・ファリア
ファブリシオ・ブルーノ（Fabrício Bruno）ことファブリシオ・ブルーノ・ソアレス・ジ・ファリア（ポルトガル語: Fabrício Bruno Soares de Faria、1996年2月12日 - ）は、ブラジル・イビリテ出身のサッカー選手。CRフラメンゴ所属。ポジションはDF。

## 経歴
クルゼイロECの下部組織出身で2016年にトップチームに昇格。2017年にアソシアソン・シャペコエンセ・ジ・フチボウに期限付き移籍。

## タイトル
シャペコエンセ
- カンピオナート・カタリネンセ: 2017